# Persone di nome Stephan
| Questa pagina contiene informazioni ricavate automaticamente dalle voci biografiche con l'ausilio del template Bio e di un bot. L'aggiornamento è periodico e automatico e ricostruisce completamente la pagina. Se manca una persona in questa lista, sei pregato di non aggiungerla, ma accertati piuttosto che la sua voce biografica contenga il template Bio e che i dati anagrafici siano correttamente compilati. Se il template Bio manca, inseriscilo tu stesso o, in alternativa, metti l'avviso {{tmp\|Bio}} che ne segnala la mancanza. Se i dati riportati sono sbagliati, correggi direttamente la voce biografica; le modifiche saranno visibili in questa lista entro pochi giorni. Per chiarimenti vedi il progetto antroponimi. La lista contiene solo le 93 persone che sono citate nell'enciclopedia e per le quali è stato implementato correttamente il template Bio. Pagina aggiornata al 6 ago 2025. |

Questa è una lista di persone presenti nell'enciclopedia che hanno il nome Stephan, suddivise per attività principale.

## Allenatori di calcio(5)
- Stephan Beckenbauer, allenatore di calcio e calciatore tedesco (Monaco di Baviera, n. 1968 - Monaco di Baviera, † 2015)
- Stephan Engels, allenatore di calcio e ex calciatore tedesco (Niederkassel, n. 1960)
- Stephan Keller, allenatore di calcio e ex calciatore svizzero (Zurigo, n. 1979)
- Stephan Lehmann, allenatore di calcio e ex calciatore svizzero (Sciaffusa, n. 1963)
- Stephan Lichtsteiner, allenatore di calcio e ex calciatore svizzero (Adligenswil, n. 1984)

## Arbitri di calcio(2)
- Stephan Klossner, arbitro di calcio svizzero (Berna, n. 1981)
- Stephan Studer, ex arbitro di calcio svizzero (Lancy, n. 1975)

## Architetti(1)
- Stephan Braunfels, architetto tedesco (Überlingen, n. 1950)

## Arcivescovi cattolici(1)
- Stephan Burger, arcivescovo cattolico tedesco (Friburgo in Brisgovia, n. 1962)

## Artisti(1)
- Stephan Balkenhol, artista tedesco (Fritzlar, n. 1957)

## Artisti marziali misti(1)
- Stephan Bonnar, artista marziale misto, lottatore e pugile statunitense (Hammond, n. 1977 - † 2022)

## Assassini seriali(1)
- Stephan Letter, serial killer tedesco (Herdecke, n. 1978)

## Attori(6)
- Stephan Bender, attore statunitense (n. 1989)
- Wilson Bethel, attore statunitense (Hillsborough, n. 1984)
- Stephen W. Burns, attore statunitense (Elkins Park, n. 1954 - Santa Barbara, † 1990)
- Stephan James, attore canadese (Toronto, n. 1993)
- Stephan Käfer, attore tedesco (Magonza, n. 1975)
- Stephan Kampwirt, attore tedesco (Arnsberg, n. 1967)

## Banchieri(1)
- Stephan Morais, banchiere britannico (Londra, n. 1973)

## Batteristi(2)
- Stephan Ebn, batterista e produttore discografico tedesco (Kelheim, n. 1978)
- Stephan Emig, batterista tedesco (Kassel, n. 1976)

## Bobbisti(1)
- Stephan Waser, bobbista svizzero (n. 1920 - † 1992)

## Botanici(2)
- Stephan Ladislaus Endlicher, botanico, numismatico e orientalista austriaco (Pressburg, n. 1804 - Vienna, † 1849)
- Stephan Rauschert, botanico tedesco (n. 1931 - † 1986)

## Calciatori(18)
- Stephan Ambrosius, calciatore tedesco (Amburgo, n. 1998)
- Stephan Andersen, ex calciatore danese (Copenaghen, n. 1981)
- Stephan Andrist, calciatore svizzero (Erlenbach im Simmental, n. 1987)
- Stephan Auer, calciatore austriaco (Vienna, n. 1991)
- Stephan Barea, ex calciatore statunitense (Levittown, n. 1991)
- Stephan David, calciatore trinidadiano (n. 1979)
- Stephan Drăghici, calciatore rumeno (Roșiorii de Vede, n. 1998)
- Stephan El Shaarawy, calciatore italiano (Savona, n. 1992)
- Stephan Fürstner, ex calciatore tedesco (Monaco di Baviera, n. 1987)
- Stephan Hain, calciatore tedesco (Zwiesel, n. 1988)
- Stephan Loboué, ex calciatore tedesco (Pforzheim, n. 1981)
- Stephan Palla, ex calciatore austriaco (Mauerbach, n. 1989)
- Stephan Paßlack, ex calciatore tedesco (Moers, n. 1970)
- Stephan Salger, calciatore tedesco (Düren, n. 1990)
- Stephan Schröck, ex calciatore tedesco (Schweinfurt, n. 1986)
- Stephan Seiler, calciatore brasiliano (Fortaleza, n. 2000)
- Stephan Vujčić, ex calciatore tedesco (Amburgo, n. 1986)
- Stephan Zwierschitz, calciatore austriaco (Mödling, n. 1990)

## Canottieri(2)
- Stephan Mølvig, ex canottiere danese (Odense, n. 1979)
- Stephan Volkert, ex canottiere tedesco (Colonia, n. 1971)

## Cantautori(1)
- Stephan Eicher, cantautore svizzero (Münchenbuchsee, n. 1960)

## Cestisti(3)
- Stephan Baeck, ex cestista, allenatore di pallacanestro e dirigente sportivo tedesco (Colonia, n. 1965)
- Stephan Haukohl, cestista tedesco (Stoccarda, n. 1993)
- Stephan Hicks, cestista statunitense (Los Angeles, n. 1992)

## Ciclisti su strada(2)
- Stephan Joho, ex ciclista su strada e pistard svizzero (Bremgarten, n. 1963)
- Stephan Schreck, ex ciclista su strada, pistard e dirigente sportivo tedesco (Erfurt, n. 1978)

## Circensi(1)
- Stephan Bibrowski, circense polacco (Bielsk, n. 1891 - Berlino, † 1932)

## Dirigenti d'azienda(1)
- Stephan Winkelmann, dirigente d'azienda tedesco (Berlino, n. 1964)

## Dirigenti sportivi(1)
- Stephan Marasek, dirigente sportivo, allenatore di calcio e ex calciatore austriaco (Mödling, n. 1970)

## Filosofi(1)
- Stephan Rothlin, filosofo, economista e gesuita svizzero (Lachen, n. 1959)

## Fotografi(1)
- Stephan Vanfleteren, fotografo e fotoreporter belga (Courtrai, n. 1969)

## Gesuiti(1)
- Stephan Schönwisner, gesuita, storico e numismatico ungherese (Eperjes, n. 1738 - Granvaradino, † 1818)

## Giocatori di curling(1)
- Stephan Luder, giocatore di curling svizzero (n. 1967)

## Giornalisti(1)
- Stephan Talty, giornalista e scrittore statunitense (Buffalo, n. 1960)

## Hockeisti su prato(1)
- Stephan Veen, ex hockeista su prato olandese (Groninga, n. 1970)

## Imprenditori(1)
- Stephan Schmidheiny, imprenditore svizzero (Balgach, n. 1947)

## Incisori(1)
- Stephan Michelspacher, incisore tedesco

## Judoka(1)
- Stephan Hegyi, judoka austriaco (n. 1998)

## Lunghisti(1)
- Stephan Louw, lunghista namibiano (n. 1975)

## Maratoneti(1)
- Stephan Freigang, ex maratoneta e mezzofondista tedesco (Hohenleipisch, n. 1967)

## Micologi(1)
- Stephan Schulzer von Müggenburg, micologo ungherese (Viduševac, n. 1802 - Vinkovci, † 1892)

## Militari(2)
- Stephan Petróczy, militare e pioniere dell'aviazione austro-ungarico (Granč-Petrovce, n. 1874 - Budapest, † 1957)
- Stephan Alexander Segesser von Brunegg, ufficiale svizzero (Roma, n. 1570 - Roma, † 1629)

## Musicisti(1)
- Stephan Micus, musicista tedesco (Stoccarda, n. 1953)

## Pittori(3)
- Stephan Dorffmaister, pittore austriaco (Vienna, n. 1729 - Sopron, † 1797)
- Stephan Kessler, pittore austriaco (Donauwörth, n. 1622 - Bressanone, † 1700)
- Stephan Lochner, pittore tedesco (Meersburg - Colonia, † 1451)

## Politici(4)
- Stephan Burián, politico e diplomatico austriaco (Stupava, n. 1852 - Vienna, † 1922)
- Stephan Danailov, politico e attore bulgaro (Sofia, n. 1942 - Sofia, † 2019)
- Stephan Keller, politico tedesco (Aquisgrana, n. 1970)
- Stephan Weil, politico e avvocato tedesco (Amburgo, n. 1958)

## Psicologi(1)
- Stephan Ross, psicologo, insegnante e scrittore polacco (Łódź, n. 1931 - Newton, † 2020)

## Registi(2)
- Stephan Elliott, regista e sceneggiatore australiano (Sydney, n. 1964)
- Stephan Streker, regista e sceneggiatore belga (Bruxelles, n. 1964)

## Saltatori con gli sci(3)
- Stephan Embacher, saltatore con gli sci austriaco (n. 2006)
- Stephan Hocke, ex saltatore con gli sci tedesco (Suhl, n. 1983)
- Stephan Leyhe, saltatore con gli sci tedesco (n. 1992)

## Sciatori alpini(4)
- Stephan Eberharter, ex sciatore alpino austriaco (Brixlegg, n. 1969)
- Stephan Görgl, ex sciatore alpino austriaco (Bruck an der Mur, n. 1978)
- Stephan Keppler, ex sciatore alpino tedesco (Monaco di Baviera, n. 1983)
- Stefan Sodat, ex sciatore alpino austriaco (n. 1941)

## Scrittori(2)
- Stephan Enter, scrittore olandese (Rozendaal, n. 1973)
- Stephan Hermlin, scrittore tedesco (Chemnitz, n. 1915 - Berlino, † 1997)

## Scultori(1)
- Stephan Sinding, scultore norvegese (Trondheim, n. 1846 - Parigi, † 1922)

## Teologi(1)
- Stephan Agricola, teologo tedesco (Abensberg - Eisleben, † 1547)

## Triatleti(1)
- Stephan Vuckovic, triatleta tedesco (Reutlingen, n. 1972)

## Truccatori(1)
- Stephan Dupuis, truccatore e effettista canadese (Montréal, n. 1959)

## Tuffatori(1)
- Stephan Feck, tuffatore tedesco (Lipsia, n. 1990)

## Velisti(1)
- Stephan van den Berg, velista olandese (Hoorn, n. 1962)